# Hamburg European Open 2023
Hamburg European Open 2023 là một giải quần vợt nam và nữ thi đấu trên mặt sân đất nện ngoài trời. Đây là lần thứ 117 (nam) và lần thứ 21 (nữ) giải đấu được tổ chức. Giải đấu là một phần của ATP Tour 500 trong ATP Tour 2023 và WTA 250 trong WTA Tour 2023. Giải đấu diễn ra tại Am Rothenbaum ở Hamburg, Đức từ ngày 24 đến ngày 30 tháng 7 năm 2023.

## Điểm và tiền thưởng

### Phân phối điểm
| Sự kiện | VĐ  | CK  | BK  | TK | Vòng 1/16 | Vòng 1/32 | Q  | Q2 | Q1 |
| Đơn nam | 500 | 300 | 180 | 90 | 45        | 0         | 20 | 10 | 0  |
| Đôi nam | 500 | 300 | 180 | 90 | 0         | —         | 45 | 25 | —  |
| Đơn nữ  | 280 | 180 | 110 | 60 | 30        | 1         | 18 | 12 | 1  |
| Đôi nữ  | 280 | 180 | 110 | 60 | 1         | —         | —  | —  | —  |

## Nội dung đơn ATP

### Hạt giống
| Quốc gia | Tay vợt                     | Xếp hạng | Hạt giống |
| -------- | --------------------------- | -------- | --------- |
| NOR      | Casper Ruud                 | 4        | 1         |
|          | Andrey Rublev               | 7        | 2         |
| ITA      | Lorenzo Musetti             | 16       | 3         |
| GER      | Alexander Zverev            | 19       | 4         |
| ARG      | Francisco Cerúndolo         | 20       | 5         |
| ARG      | Tomás Martín Etcheverry     | 34       | 6         |
| ESP      | Alejandro Davidovich Fokina | 35       | 7         |
| SRB      | Miomir Kecmanović           | 44       | 8         |

- Bảng xếp hạng vào ngày 17 tháng 7 năm 2023.[3]

### Vận động viên khác
Đặc cách:
- Maximilian Marterer
- Rudolf Molleker
- Andrey Rublev

Bảo toàn thứ hạng:
- Hugo Dellien
- Guido Pella

Vượt qua vòng loại:
- Jan Choinski
- Cristian Garín
- Thiago Seyboth Wild
- Elias Ymer

Thua cuộc may mắn:
- Daniel Elahi Galán
- Jozef Kovalík
- Thiago Monteiro

### Rút lui
- Aslan Karatsev → thay thế bởi  Luca Van Assche
- Emil Ruusuvuori → thay thế bởi  Daniel Elahi Galán
- Jan-Lennard Struff → thay thế bởi  Guido Pella
- Botic van de Zandschulp → thay thế bởi  Thiago Monteiro
- Juan Pablo Varillas → thay thế bởi  Jozef Kovalík
- Mikael Ymer → thay thế bởi  Hugo Dellien

## Nội dung đôi ATP

### Hạt giống
| Quốc gia | Tay vợt         | Quốc gia | Tay vợt          | Xếp hạng | Hạt giống |
| -------- | --------------- | -------- | ---------------- | -------- | --------- |
| GBR      | Lloyd Glasspool | FIN      | Harri Heliövaara | 24       | 1         |
| CRO      | Ivan Dodig      | CRO      | Mate Pavić       | 25       | 2         |
| GER      | Kevin Krawietz  | GER      | Tim Pütz         | 38       | 3         |
| BEL      | Sander Gillé    | BEL      | Joran Vliegen    | 50       | 4         |

- Bảng xếp hạng vào ngày 17 tháng 7 năm 2023.

### Vận động viên khác
Đặc cách:
- Constantin Frantzen /  Hendrik Jebens
- Rudolf Molleker /  Max Hans Rehberg

Vượt qua vòng loại:
- Marvin Möller /  Marko Topo

Thua cuộc may mắn:
- Boris Arias /  Federico Zeballos

### Rút lui
- Máximo González /  Andrés Molteni → thay thế bởi  Hugo Dellien /  Guido Pella
- Marcel Granollers /  Horacio Zeballos → thay thế bởi  Boris Arias /  Federico Zeballos
- Wesley Koolhof /  Neal Skupski → thay thế bởi  Sebastián Báez /  Bernabé Zapata Miralles
- Hugo Nys /  Jan Zieliński → thay thế bởi  Nikola Ćaćić /  Victor Vlad Cornea

## Nội dung đơn WTA

### Hạt giống
| Quốc gia | Tay vợt          | Xếp hạng | Hạt giống |
| -------- | ---------------- | -------- | --------- |
| CRO      | Donna Vekić      | 22       | 1         |
| EGY      | Mayar Sherif     | 38       | 2         |
| USA      | Bernarda Pera    | 39       | 3         |
| ITA      | Jasmine Paolini  | 52       | 4         |
| AUT      | Julia Grabher    | 58       | 5         |
| KAZ      | Yulia Putintseva | 60       | 6         |
| NED      | Arantxa Rus      | 62       | 7         |
| COL      | Camila Osorio    | 74       | 8         |

- Bảng xếp hạng vào ngày 17 tháng 7 năm 2023.[4]

### Vận động viên khác
Đặc cách:
- Jule Niemeier
- Noma Noha Akugue
- Ella Seidel

Miễn đặc biệt:
- Maria Timofeeva

Vượt qua vòng loại:
- Miriam Bulgaru
- Elsa Jacquemot
- Kaja Juvan
- Polina Kudermetova
- Daria Saville
- Zeynep Sönmez

### Rút lui
- Sorana Cirstea → thay thế bởi  Tamara Korpatsch
- Anna-Lena Friedsam → thay thế bởi  Laura Pigossi
- Anna Kalinskaya → thay thế bởi  María Carlé
- Daria Kasatkina → thay thế bởi  Storm Hunter
- Elizabeth Mandlik → thay thế bởi  Viktoriya Tomova
- Alycia Parks → thay thế bởi  Kaia Kanepi
- Anastasia Potapova → thay thế bởi  Eva Lys

## Nội dung đôi WTA

### Hạt giống
| Quốc gia | Tay vợt             | Quốc gia | Tay vợt          | Xếp hạng | Hạt giống |
| -------- | ------------------- | -------- | ---------------- | -------- | --------- |
| KAZ      | Anna Danilina       |          | Alexandra Panova | 103      | 1         |
| CZE      | Miriam Kolodziejová | USA      | Angela Kulikov   | 123      | 2         |
| GER      | Vivian Heisen       | EST      | Ingrid Neel      | 187      | 3         |
| NED      | Arantxa Rus         | HUN      | Panna Udvardy    | 196      | 4         |

- Bảng xếp hạng vào ngày 17 tháng 7 năm 2023.

### Vận động viên khác
Đặc cách:
- Melanie Klaffner /  Sinja Kraus
- Noma Noha Akugue /  Ella Seidel

## Nhà vô địch

### Đơn nam
- Alexander Zverev đánh bại  Laslo Djere, 7–5, 6–3

### Đơn nữ
- Arantxa Rus đánh bại  Noma Noha Akugue 6–0, 7–6(7–3)

### Đôi nam
- Kevin Krawietz /  Tim Pütz đánh bại  Sander Gillé /  Joran Vliegen, 7–6(7–4), 6–3

### Đôi nữ
- Anna Danilina /  Alexandra Panova đánh bại  Miriam Kolodziejová /  Angela Kulikov 6–4, 6–2